# Estación de Valldoreix
Valldoreix es una estación de la red de Ferrocarriles de la Generalidad de Cataluña (FGC) perteneciente a las líneas S1 y S2 de la línea Barcelona-Vallés situada en la entidad de población descentralizada de Valldoreix, donde anteriormente se ubicaba la Parroquia de Valldoreix, hoy día parte del municipio de San Cugat del Vallés. La estación tuvo en 2018 registró un tráfico de 1 172 227 de pasajeros, correspondientes al Metro del Vallés.

## Situación ferroviaria
La estación de Valldoreix se encuentra en el punto kilométrico 4,5 de la línea de ancho internacional Las Planas-Tarrasa. a 163 metros de altitud, entre las estaciones de La Floresta y San Cugat Centro. El tramo es de vía doble y está electrificado.

## Historia
Aunque el tren pasó por primera vez por ella en 1917 con la entrada en funcionamiento del tramo Las Planas-San Cugat Centro, la parada no se abrió hasta el 3 de abril de 1931, para dar servicio a la urbanización de su entorno.
Las obras corrieron a cargo de la Compañía de los Ferrocarriles de Cataluña (FCC), constituida por Frederick Stark Pearson, que en 1912 había integrado a su predecesora, la Compañía del Ferrocarril Sarriá a Barcelona (FSB). Ésta a su vez adquirió a la que dio origen a la línea del Vallés, la Compañía del Ferrocarril de Barcelona a Sarriá (FBS), debido a la acumulación de deudas de esta última, en 1874. Los propietarios de urbanizaciones del entorno en Valldoreix colaboraron en la construcción de la estación aportando 85 223 pesetas.
En 1936, con el estallido de la Guerra Civil, la línea pasó a manos de colectivizaciones de obreros que se hicieron cargo de la infraestructura y la gestión de la línea. En 1939 fueron devueltas a sus propietarios antes de las colectivizaciones.
Cabe destacar que en 1941, con la nacionalización del ferrocarril en España, FCC, FSB y sus infraestructuras no pasaron a ser gestionadas por RENFE, debido a que la línea no era de ancho ibérico.
La Compañía del Ferrocarril de Sarriá a Barcelona (FSB), a partir de la década de 1970, empezó a sufrir problemas financieros debido a la inflación, el aumento de los gastos de explotación y tarifas obligadas sin ninguna compensación. En 1977 después de pedir subvenciones a diferentes instituciones, solicitó el rescate de la concesión de las líneas urbanas pero el Ayuntamiento de Barcelona denegó la petición y el 23 de mayo de 1977 se anunció la clausura de la red a partir del 20 de junio. El Gobierno evitó el cierre de la red de FSB otorgando por Real decreto la explotación y las líneas a Ferrocarriles de Vía Estrecha (FEVE) el 17 de junio de 1977, de forma provisional, mientras el Ministerio de Obras Públicas del Gobierno de España, la Diputación de Barcelona, la Corporación Metropolitana de Barcelona y la Ayuntamiento de Barcelona estudiaban el régimen de explotación de esta red. Debido a la indefinición se produjo una degradación del material e instalaciones, que en algún momento determinaron la paralización de la explotación.
Con la instauración de la Generalidad de Cataluña, el Gobierno de España traspasó a la Generalidad la gestión de las líneas explotadas por FEVE en Cataluña, gestionando así los Ferrocarriles de Cataluña a través del Departamento de Política Territorial y Obras Públicas (DPTOP) hasta que se creó en 1979 la empresa Ferrocarriles de la Generalidad de Cataluña (FGC), la cual integraba el 7 de noviembre de 1979 a su red estos ferrocarriles con la denominación Línea Cataluña y Sarriá.
Desde sus inicios la estación está formada por las dos vías generales con andenes laterales situados en un tramo de curva. El edificio de pasajeros se encuentra a la izquierda de las vías es el original de 1931 (modificado en 1955) y es de estilo modernista, similar al de la estación de Las Planas. La estación de Valldoreix ha sufrido pocas modificaciones desde sus inicios, destacando el recrecimiento de andenes, la construcción de un paso inferior entre ellos, la instalación de marquesinas y la ampliación de andenes para dar cabida a trenes de cuatro vagones a principios de la década de 1990.

## La estación[2]
La estación de Valldoreix cuenta actualmente con acceso desde la plaza de la estación a través del edificio, que cuenta con máquinas expendedoras de billetes y barreras de control de acceso. En una parte del edificio hay un bar, al que solo se puede acceder desde el lado de la ciudad. Hay otro acceso directo al andén 1 desde la avenida Viladelprat, que cuenta con una máquina expendedora de billetes y las barreras tarifarias de control de entrada y salida. El escalón inferior entre andenes tiene escaleras fijas y un ascensor en cada andén. Como curiosidad, los andenes se ampliaron para el cuarto coche de forma no simétrica, por lo que la vía 1 se amplió por el lado sur, hacia Barcelona y la vía 2 por el lado de San Cugat, hacia el norte.

## Tarifa plana
Esta estación está dentro de la tarifa plana del área metropolitana de Barcelona, cualquier trayecto entre dos de los municipios de la área metropolitana de Barcelona se contará como zona 1.

## Servicios ferroviarios
Todos los trenes de viajeros efectúan parada en la estación. El horario de la estación se puede descargar del siguiente enlace. El plano de las líneas del Vallés en este enlace. El plano integrado de la red ferroviaria de Barcelona puede descargarse en este enlace.
| << cabecera                   | < estación  | línea                     | estación >       | cabecera >>             |
| ----------------------------- | ----------- | ------------------------- | ---------------- | ----------------------- |
| Línea Barcelona-Vallés de FGC |             |                           |                  |                         |
| Barcelona-Plaza de Cataluña   | La Floresta |                           | San Cugat Centro | Tarrasa-Naciones Unidas |
| Barcelona-Plaza de Cataluña   | La Floresta | Sabadell-Parque del Norte | San Cugat Centro |                         |

## Imágenes

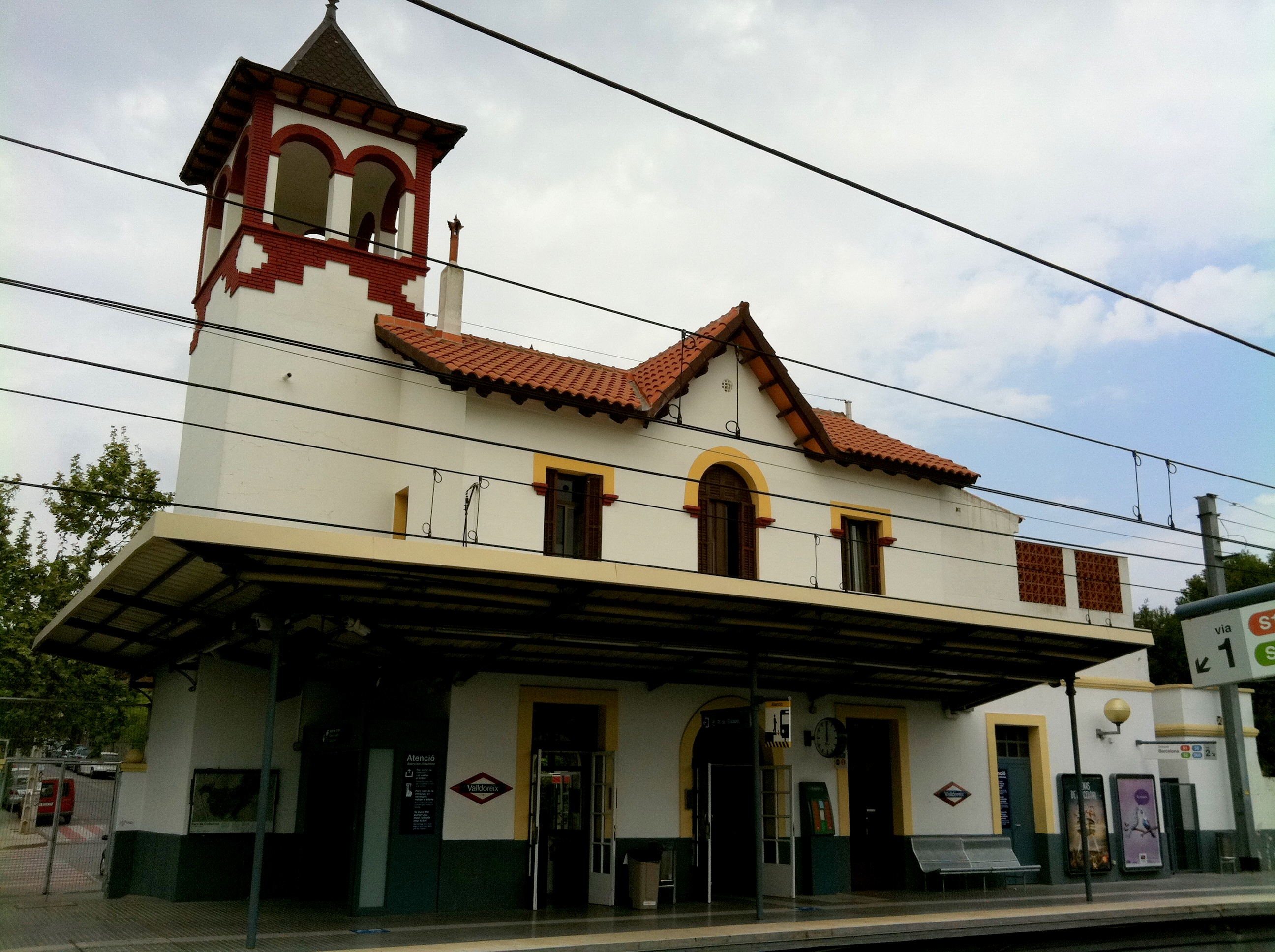
Edificio
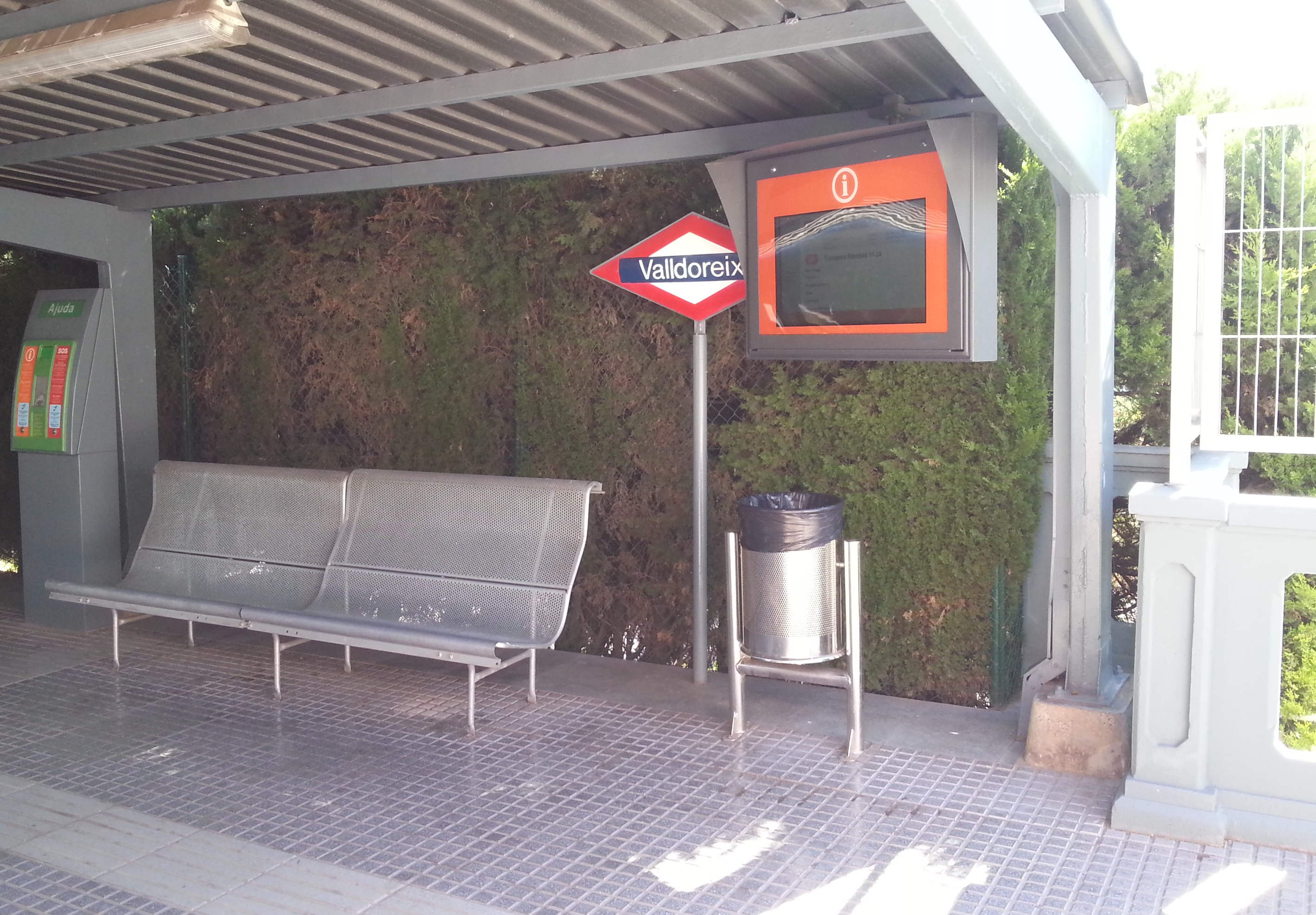
Andén
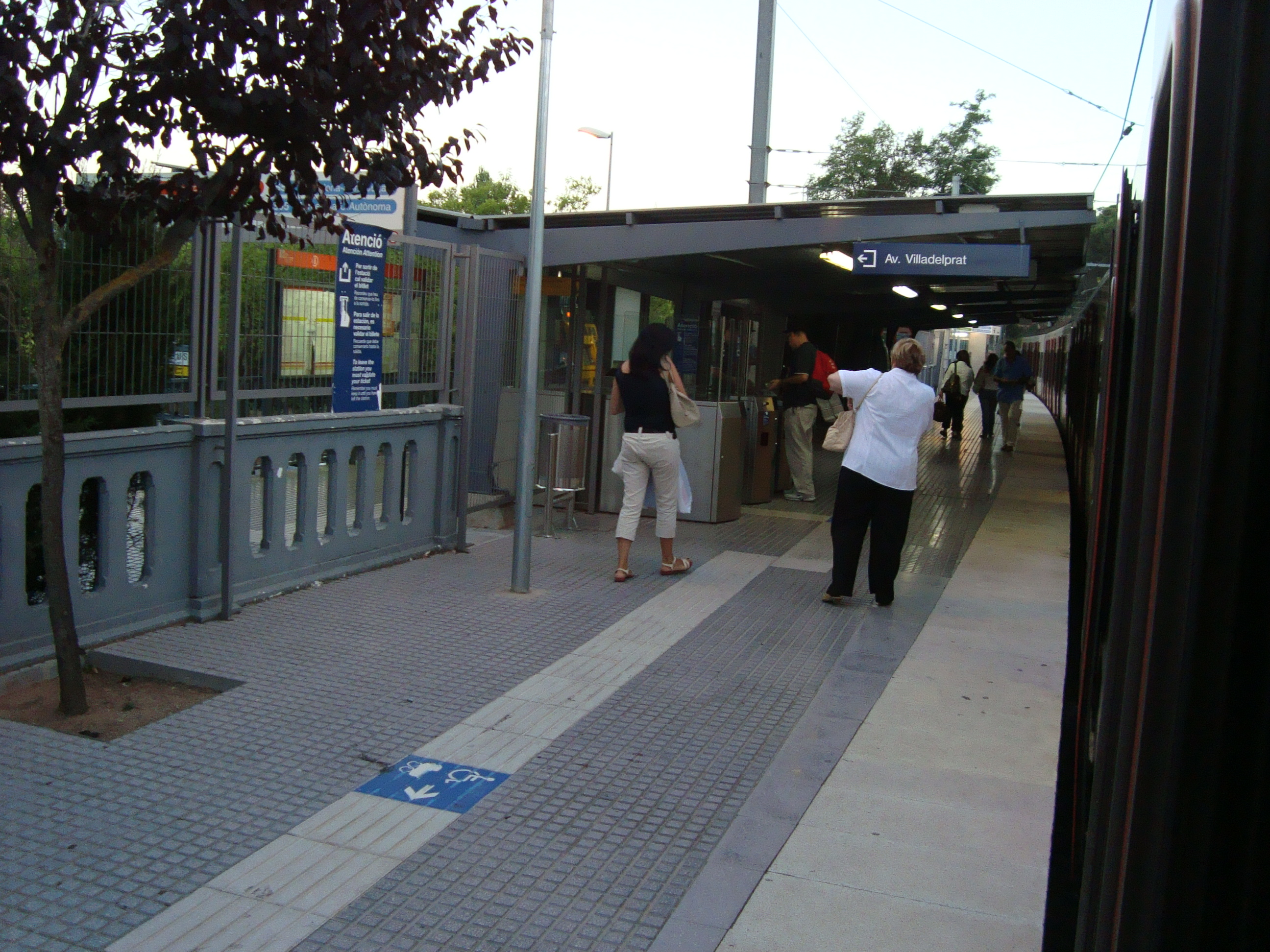
Entrada